# Bethany Lewis
Pour les articles homonymes, voir Lewis.
Bethany Lewis est une athlète américaine née en 1978. Spécialiste de l'ultra-trail, elle a notamment remporté la Speedgoat 50K en 2011, la Bear 100 Mile Endurance Run en 2013 et la Wasatch Front 100 Mile Endurance Run en 2014. 

## Résultats
| no  | féminin           | Course            | Longueur | Départ            | Temps            |
| --- | ----------------- | ----------------- | -------- | ----------------- | ---------------- |
| 12e | Médaille d'or     | Speedgoat 50K     | 50 km    | 30 juillet 2011   | 6 h 44 min 30 s  |
| 16e | Médaille d'argent | Miwok 100K        | 100 km   | 5 mai 2012        | 10 h 49 min 19 s |
| 4e  | Médaille d'or     | Bear 100          | 100 mi   | 27 septembre 2013 | 21 h 15 min 00 s |
| 9e  | Médaille d'or     | Wasatch Front 100 | 100 mi   | 5 septembre 2014  | 22 h 21 min 47 s |